# Cindy Margolis
Cynthia Dawn Cindy Margolis (Los Angeles, 1 de outubro de 1965) é uma modelo e atriz estadunidense.
Atriz e modelo listada no Livro Guinness dos Recordes como a mulher das fotos mais baixadas da internet, Cindy Margolis concebeu seu primeiro filho, Nicholas, depois de muitas tentativas de fertilização in vitro. Ela optou por usar uma barriga de aluguel para aumentar a família e dela nasceram as gêmeas Sierra e Sabrina. Em 2008, Cindy publicou um livro contando sua luta para ser mãe.